# Mieroszów
Mieroszów ([mʲɛˈroʃuf]; Duits: Friedland in Niederschlesien) is een stad in het Poolse woiwodschap Neder-Silezië, gelegen in de powiat Wałbrzyski. De oppervlakte bedraagt 10,32 km², het inwonertal 4585 (2005).

## Verkeer en vervoer
- Station Mieroszów

## Bezienswaardigheden
Het stadje licht nabij de grens met Tsjechië, 18 km van de stad Wałbrzych en 5 km van het oude kuuroord Sokołowsko. Bezienswaardig zijn het marktplein en enkele andere huizen en kerken, maar vooral het landschap rondom de stad.

## Geschiedenis
Friedland kreeg in de eerste helft van de veertiende eeuw stadsrechten. Het behoorde tot Silezië dat in 1392 een provincie van Bohemen werd. Silezië en Bohemen werden vervolgens een onderdeel van het Habsburgse Oostenrijk. Silezië werd in de Eerste Silezische Oorlog (1740-1742) ingelijfd door Pruisen. Gelegen in de Pruisische provincie Neder-Silezië behoorde de stad sinds 1871 tot het Duitse Keizerrijk. Na de Tweede Wereldoorlog werd de stad Pools en omgedoopt in Mieroszów.

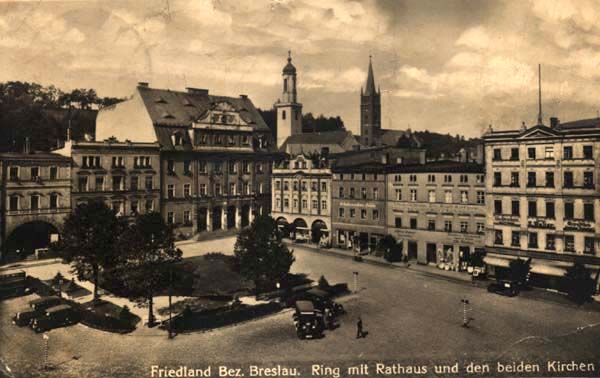
De markt van Friedland rond 1900 op een oude ansichtkaart

## Gemeente
De gemeente (gmina miejsko-wiejska) Mieroszów beslaat 76,17 km² en omvat naast Mieroszów zelf de plaatsen Golińsk, Łączna, Nowe Siodło, Różana, Rybnica Leśna, Sokołowsko en Unisław Śląski.